# Baryceros tricolor
Baryceros tricolor är en stekelart som först beskrevs av Szepligeti 1916.  Baryceros tricolor ingår i släktet Baryceros och familjen brokparasitsteklar. Inga underarter finns listade.